# شینیا اوهیرا
شینیا اوهیرا (انگلیسی: Shinya Ohira؛ زادهٔ ۱۲ دسامبر ۱۹۶۶) پویانما، کارگردان فیلم، طراح شخصیت اهل ژاپن است. وی از سال ۱۹۸۵ میلادی تاکنون مشغول فعالیت بوده‌است.